# Peyrusse-Vieille
Peyrusse-Vieille är en kommun i departementet Gers i regionen Occitanien i sydvästra Frankrike. Kommunen ligger i kantonen Montesquiou som tillhör arrondissementet Mirande. År 2022 hade Peyrusse-Vieille 64 invånare.

## Befolkningsutveckling
Antalet invånare i kommunen Peyrusse-Vieille
Referens:INSEE